# Domingos Tasso de Figueiredo

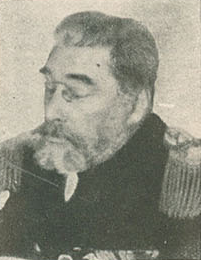
Domingos Tasso de Figueiredo

Domingos Tasso de Figueiredo (Sertã, Sertã, 13 de Janeiro de 1852 - 4 de Março de 1919) foi um militar português.

## Biografia
Vice-almirante engenheiro hidrógrafo, Tasso de Figueiredo trabalhou na Direcção-Geral dos Serviços Geodésicos e na Direcção-Geral dos Serviços Hidrográficos, ambas do Ministério das Obras Públicas, e na 5.ª Repartição do Conselho do Almirantado, do Ministério da Marinha, cuja 3.ª secção chefiou. 
Foi presidente da Comissão Central de Pescarias. Em 1894 fez parte da comissão encarregue de dar parecer sobre o regulamento para evitar abalroamentos no mar. Nomeado Director-Geral de Marinha logo a seguir à implantação da República, foi eleito deputado às Constituintes, transitando depois para o Senado, do qual foi vice-presidente. 
Fez parte dos Conselhos de Guerra, cujas sessões se realizaram no antigo convento das Trinas, tendo presidido a uma delas por ocasião do julgamento dos conspiradores monárquicos. Conta-se entre os reorganizadores da Cruz Vermelha Portuguesa, tendo sido seu presidente de 1911 a 1916.
O seu nome consta na lista de colaboradores do número prospeto do periódico Tiro civil  (1895-1903). 
Foi iniciado na Maçonaria no Grande Oriente Lusitano Unido.
Casou com D. Carolina Adelaide Pinto, (dos Pinto de Oleiros, ramo segundo dos Pinto de Cernache do Bonjardim e da Sertã, cuja origem é o tronco principal do Pinto, da Torre da Lagariça) natural de Álvaro, Oleiros, prima direita de João de Benjamim Pinto, 1º Conde de Vialonga, Oficial-Mor da Casa Real, Moço-Fidalgo da Casa Real, com Exercício no Paço, General de Artilharia, Vedor da Casa Real e de S.M. a Rainha Dona Maria Pia, etc.